# Tore Eikeland

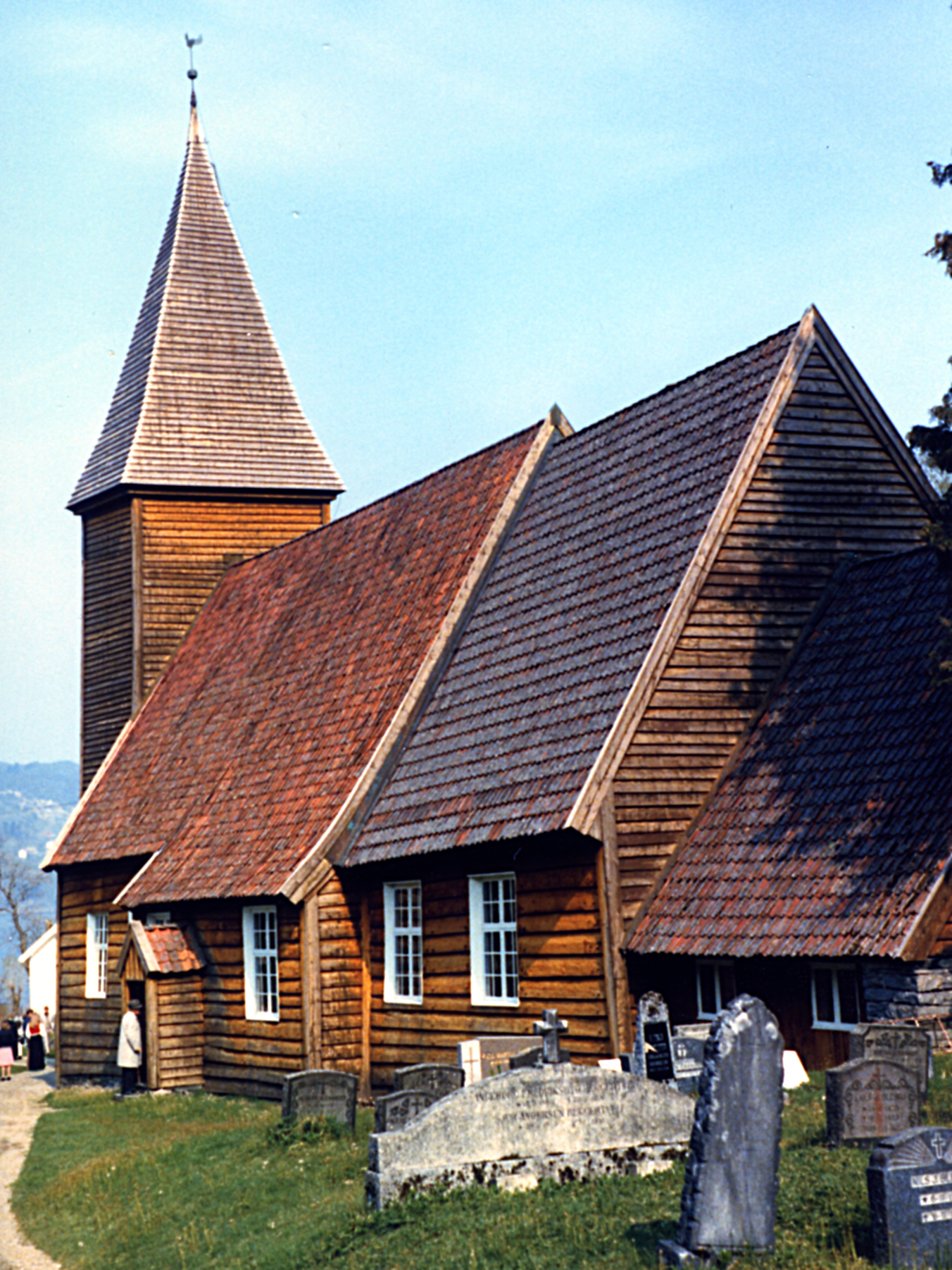
In der Kirche des zu Osterøy gehörenden Dorfes Hamre fand die Trauerfeier für Eikeland statt.

Tore Eikeland (* 18. Mai 1990 in Osterøy; † 22. Juli 2011 auf Utøya) war ein norwegischer Politiker der Arbeidernes Ungdomsfylking (AUF), der Jugendorganisation der sozialdemokratischen Arbeiderpartiet.

## Leben
Eikeland, 1990 in Osterøy geboren, schloss 2009 seine schulische Ausbildung an der katedralskole (Kathedralschule) in Bergen ab und immatrikulierte sich anschließend für ein Studium der vergleichenden Politikwissenschaften an der Universität Bergen.
Eikeland wurde als engagierter und einfallsreicher Vordenker beschrieben. Er galt als außergewöhnlich guter Redner und konnte Zuhörer mit Hilfe geschliffener Rhetorik und scharfsinniger Wortbeiträge oftmals von seinen Positionen überzeugen. Darüber hinaus schrieb er regelmäßig Gastkommentare in Regionalzeitungen. Im November 2009 wurde er zum Vorsitzenden der AUF in der Provinz Hordaland gewählt. Gleichzeitig wählte man ihn auch als Mitglied in den AUF-Landesvorstand. Für die auf den 18. September 2011 angesetzten Kommunalwahlen zum Provinzparlament (Fylkesting) Hordalands stand er auf dem achten Platz der Wahlliste seiner Partei.
Zusammen mit 68 weiteren Personen wurde er während des auf der kleinen Insel Utøya im Tyrifjord organisierten alljährlichen Zeltlagers der AUF im Zuge der Anschläge in Norwegen im Juli 2011 vom Attentäter Anders Behring Breivik erschossen. Die Trauerfeier für Eikeland wurde am 5. August in der gut 350 Personen fassenden Kirche in Hamre, einem Dorf seines Heimatortes Osterøy, abgehalten. Knapp 1.000 Menschen wollten Abschied nehmen – unter ihnen auch Gesundheitsministerin Anne-Grete Strøm-Erichsen und Arbeiderpartiet-Parteisekretär Raymond Johansen. Viele verfolgten die Zeremonie im Regen stehend vom Kirchhof aus.

„Ein anderer, der jetzt fehlt, ist Tore Eikeland. Er war Chef des AUF in Hordaland und einer unserer talentiertesten Jugend-Politiker. Ich erinnere mich, als er einen ganzen Parteitag der Arbeiderpartiet zum Jubeln brachte, als er eine Rede gegen die EU-Postdirektive hielt – und gewann. Jetzt ist er tot. Für immer fort. Es ist nicht zu begreifen.“